# Bucht von Iligan
Die Bucht von Iligan ist im nordwestlichen Abschnitt der Insel Mindanao auf den Philippinen zu suchen. Sie ist ein Teil der Mindanaosee und schneidet sich tief in die Insel Mindanao hinein. Der tiefste Einschnitt im Südwesten der Bucht ist die Bucht von Panguil. Die philippinischen Provinzen Misamis Occidental, Misamis Oriental, Zamboanga del Sur und Lanao del Norte grenzen mit ihren  Küsten an diese Bucht. 
Der größte Hafen an der Küste der Bucht von Iligan ist der von Iligan City. Andere Städte sind Ozamis City und Oroquieta City. 
Die Bucht von Panguil bildet mit der Bucht von Pagadian, einem Teil der Bucht von Illana auf der gegenüberliegenden Seite, eine natürliche Abgrenzung, einen Isthmus, der die Halbinsel Zamboanga von der Hauptinsel Mindanao trennt. Es münden zahlreiche Flüsse in die Bucht; der wasserreichste ist der Agus. 